# Pou de glaç de Canyamars
Pou de glaç de Canyamars és un monument del municipi de Dosrius (Maresme) inclòs en l'Inventari del Patrimoni Arquitectònic Català.

## Descripció
Construcció popular dels segles XVII-XVIII formada per un pou circular de pedra i maó (5 m diàmetre X 7 m d'alçada, aprox.). Una part d'aquest pou queda sota terra (entre dos i tres metres) i l'altra sobresurt aprox. 4 m, fins a un sostre en forma de volta (també de pedra i maó). Els murs exteriors estan reforçats amb contraforts i hi ha tres obertures (finestres o portes) de volta de canó.
A la part sud hi ha dues voltes de maó, que se suposa eren els ponts que sustentaven la rampa que comunicava el pou amb una bassa situada més amunt. Des d'aquesta bassa, quan l'aigua es gelava, s'enviaven trossos de gel fins al pou. Dins d'aquest es feien capes de gel i de palla per tal de conservar-lo fins a l'estiu, l'època de l'any que es comercialitzava. L'Ajuntament de Dosrius va comprar el Pou de Glaç l'any 2007 als seus anteriors propietaris privats. La construcció estava enterrada fins a la meitat, però durant les obres de condicionament es va retirar la terra que havia el voltant i la part nord ha quedat completament a la vista.